# HMS Beagle

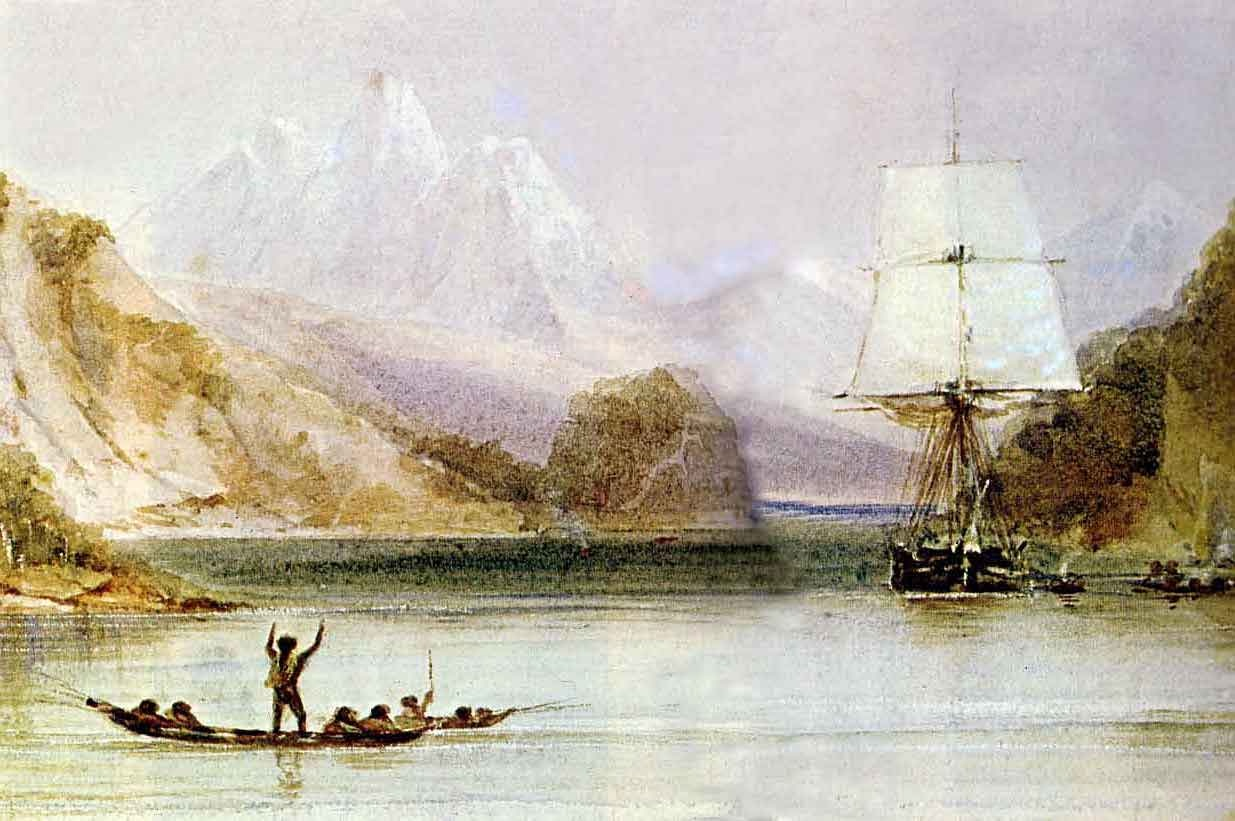
L'HMS Beagle a Terra del Foc.

L'HMS Beagle va ser una embarcació de la Marina Reial Britànica famosa pel seu segon viatge en el qual Charles Darwin va adquirir les dades i observacions necessàries per a elaborar la seva Teoria de l'evolució basada en la selecció natural.

## Viatges del Beagle

### Primer viatge
L'11 de maig de 1820 el Beagle va ser noliejat als molls de Woolwich en el riu Tàmesi. Com que no hi havia una necessitat immediata de l'embarcació va romandre en reserva durant 5 anys. El 27 de setembre de 1825 es van realitzar unes reparacions reduint el seu nombre de canons de 10 a 6 i elevant la seva coberta. Aquests canvis van ser realitzats per a guanyar espai. El 22 de maig de 1826 el Beagle va partir per primer cop amb una missió d'exploració a la Patagònia i Terra del Foc. El Beagle estava a les ordres del capità Pringle Stokes. A bord també viatjava el tinent Robert FitzRoy. A Terra del Foc el capità Stokes es va disparar a si mateix morint 11 dies després. Robert FitzRoy va ser posat al comandament del Beagle temporalment. El vaixell i la seva tripulació van tornar a Plymouth, Anglaterra, el 14 d'octubre de 1830.

### Segon viatge
Robert FitzRoy va ser reassignat com a comandant del Beagle. El 27 de desembre de 1831 el Beagle va partir en una nova expedició que havia estat retardada en diverses ocasions. Hi viatjava Charles Darwin com a naturalista de l'expedició.
El Beagle va retornar el 2 d'octubre del 1836.

### Tercer viatge
Sis mesos després, el 1837, el Beagle va tornar a sortir per resseguir una part important de la costa australiana sota el comandament de John Clements Wickham, el qual havia estat el lloctinent al segon viatge, acompanyat per l'assistent explorador Lloctinent John Lort Stokes, el qual havia estat cadet en el primer viatge del Beagle i assistent explorador en el segon. Van iniciar el viatge a la costa oest entre el riu Swan (a l'actual Perth, Austràlia) i el riu Fitzroy, a Austràlia. L'expedició permeté d'explorar les dues ribes de l'Estret de Bass a l'extrem sud-est del continent. El maig del 1839 van navegar cap al nord per a inspeccionar les ribes del mar d'Arafura, davant de l'illa de Timor. Wickham va donar els noms de Golf de Beagle i de Port Darwin, els quals foren descoberts en primer lloc per Stokes, i posteriorment va donar nom a la ciutat de Darwin (Austràlia). Quan Wickham caigué malalt el març del 1841, el comandament fou assumit pel Lloctinent John Lort Stokes, el qual continuà l'expedició. El tercer viatge es completà el 1843.

## Últims anys
El 1845 el Beagle fou readaptat com a nau guardacostes i transferida al departament Customs and Excise per al control del contraban a les costes d'Essex, a la riba nord de l'estuari del Tàmesi.
Estigué més tard ancorat al riu Roach, el qual forma part del laberint de vies aquàtiques a les zones humides al sud de Burnham-on-Crouch. El 1851 la companyia de comerç d'ostres firmà una sol·licitud per a demanar que fos llevada perquè obstruïa el curs del riu i el Registre Naval del 1851, en data de 25 de maig la reporta amb el nou nom de Southend "W.V. No. 7" at Paglesham. El 1870 fou venuda a un comerciant de ferro vell local, Murray and Trainer, per al seu desballestament.